# Vụ tấn công bằng dao tại Southport 2024
Vào ngày 29 tháng 7 năm 2024, một vụ tấn công hàng loạt bằng dao nhắm vào các bé gái đã xảy ra tại Hart Space, một phòng tập khiêu vũ ở khu vực Meols Cop của Southport, Merseyside, Vương quốc Anh. Axel Rudakubana, 17 tuổi, đã sát hại 3 trẻ em và làm 10 người khác bị thương – 8 người trong số đó là trẻ em. Vụ tấn công xảy ra tại một buổi tập yoga và khiêu vũ theo chủ đề Taylor Swift được tổ chức tại Hart Space, một phòng nhảy ở quận ngoại ô Meols Cop trong Southport, Anh với sự tham gia của 26 trẻ em. 2 bé gái tử vong tại hiện trường. 6 đứa trẻ bị thương và cả 2 người lớn được đưa đến bệnh viện trong tình trạng nguy kịch khi, và bé gái thứ ba qua đời vào ngày hôm sau.
Một ngày sau vụ tấn công, bạo loạn đã xảy ra giữa cảnh sát và dân thường ở Southport, khiến một nhà thờ Hồi bị phá  sau khi thông tin sai lệch về danh tính của kẻ tấn công – vẫn chưa được công bố công khai vào thời điểm đó – được lan truyền trên mạng. Trong vài ngày tiếp theo, các cuộc biểu tình và bạo loạn lan rộng trên khắp Anh.
Rudakubana đã bị bắt tại hiện trường và bị buộc 3 tội danh giết người, 10 tội danh cố ý giết người và tàng trữ vật sắc nhọn. Sau đó, anh bị buộc tội riêng theo Đạo luật vũ khí sinh học năm 1974 và Đạo luật chống khủng bố năm 2000  đến việc tàng trữ ricin và nghiên cứu quân sự về sổ tay huấn luyện của Al-Qaeda. Anh ta đã nhận tội với tất cả 16 tội danh vào ngày 20 tháng 1 năm 2025, khi phiên tòa xét xử anh ta sắp bắt đầu, ban đầu anh ta đã không nhận tội. Vào ngày 23 tháng 1 năm 2025, Rudakubana bị kết án tù chung thân, với mức án tối thiểu là 52 năm. Động cơ của vụ tấn công không được xác định;,không có bằng chứng về khủng bố được tìm thấy và bên công tố cho rằng động cơ có thể là "thực hiện hành vi giết người hàng loạt như một mục đích tự thân".
Sau khi Rudakubana nhận tội, người ta phát hiện rằng anh có tiền sử về hành vi bạo lực và đáng lo ngại và đã được giới thiệu đến chương trình chống chủ nghĩa cực đoan Prevent ba lần từ năm 2019 đến năm 2021, nhưng không được đưa vào chương trình do không xác định được hệ tư tưởng khủng bố. Thủ tướng Keir Starmer cam kết sẽ sửa đổi luật chống khủng bố để bao gồm các hành vi bạo lực không liên quan đến hệ tư tưởng và bổ nhiệm David Anderson làm lãnh đạo cho việc xem xét chương trình .

## Bối cảnh
Hart Space, nơi xảy ra vụ tấn công, là một studio nằm trên phố Hart ở quận ngoại ô Meols Cop, Southport, cách trung tâm thị trấn khoảng 1,6 km về phía Đông. Nơi đây tổ chức các lớp học yoga, khiêu vũ, lớp học dành cho phụ nữ mang thai, trẻ sơ sinh và trẻ mới biết đi. Nó nằm ở tầng một của tòa nhà và được dùng chung với văn phòng ở tầng trệt.
Workshop được tổ chức bởi giáo viên dạy yoga Leanne Lucas. Đây được quảng cáo là một "lớp tập yoga, khiêu vũ và làm vòng tay" với chủ đề xoay quanh âm nhạc của Taylor Swift. Lớp học dành cho trẻ em từ 6–11 tuổi và được tổ chức vào tuần đầu tiên của kỳ nghỉ hè, dự kiến diễn ra vào ngày 29 tháng 7 năm 2024 trong khoảng thời gian từ 10:00 đến 12:00 sáng theo giờ địa phương. Sự kiện đã được đặt hết chỗ, với sự có mặt của 25 trẻ em.

## Vụ tấn công
Vào khoảng 11:45 sáng, hung thủ đến phố Hart bằng taxi và đi bộ đến Hart Space. Anh ta bước vào Hart Space và bắt đầu gây án ở đó.
Ban tổ chức sự kiện đã cố gắng bảo vệ những đứa trẻ khỏi hung thủ. Một trong số họ bị thương nặng trong vụ tấn công, nhưng đã cố gắng đưa một vài đứa trẻ ra khỏi studio qua lối thoát hiểm và người tổ chức khác đã đưa những đứa trẻ khác vào nhà vệ sinh để bảo vệ họ. Jonathan Hayes, làm việc trong một văn phòng cùng tòa nhà, chạy vào studio sau khi nghe tiếng la hét và anh bị đâm vào chân khi cố tước vũ khí của hung thủ.
Lúc 11:47 sáng, Cảnh sát Merseyside nhận được cuộc gọi đầu tiên và các dịch vụ khẩn cấp bắt đầu chạy đến hiện trường. Dịch vụ xe cứu thương North West nhận được cuộc gọi đầu tiên về vụ đâm một phút sau đó.
Người dân ở đó đã giúp những nạn nhân thoát khỏi hiện trường. Một người mô tả việc anh dừng lại để giúp một đứa trẻ bị thương, trước khi bước vào tòa nhà, nhìn thấy kẻ tấn công cầm dao ở đầu cầu thang và đợi cảnh sát ở ngoài. Sau khi kẻ tấn công bị hai cảnh sát khống chế, anh bế một bé gái bị thương ra xe cứu thương. Một người sống ở khu nhà lân cận đã được ITV phỏng vấn và anh mô tả quá trình đưa nhiều đứa trẻ, một trong số đó bị thương, vào nhà mình.
Các dịch vụ khẩn cấp nhanh chóng ban bố tình trạng khẩn cấp khi các phương tiện ứng phó có vũ trang, 13 xe cứu thương, dịch vụ cứu hỏa và 3 trực thănh cứu thương-mỗi chiếc từ Cứu thương Hàng không North West, Midlands và Great North - đã được điều động đến hiện trường. Các đơn vị thuộc Nhóm ứng phó khu vực nguy hiểm chuyên nghiệp và Nhóm ứng phó sự cố khẩn cấp y tế cũng đã đến hiện trường. Cảnh sát Merseyside đã áp đặt Lệnh hạn chế bay khẩn cấp để ngăn chặn máy bay - bao gồm trực thăng và máy bay không người lái - bay mà không được cấp phép.

## Nạn nhân
Bebe King, sáu tuổi và Elsie Stancombe, bảy tuổi, tử vong tại hiện trường. 9 trẻ em và 2 người lớn đã được Dịch vụ xe cứu thương North West điều trị. 6 trong số 9 đứa trẻ bị thương và cả người lớn – Leanne Lucas và John Hayes – đều trong tình trạng nguy kịch sau vụ tấn công.
Những nạn nhân được đưa đến Bệnh viện Nhi đồng Alder Hey và một số nơi khác như Bệnh viện Đại học Aintree, Bệnh viện Đa khoa Quận Southport và Formby, Bệnh viện Đa khoa Quận Ormskirk và Bệnh viện Nhi đồng Hoàng gia Manchester. Bé gái thứ ba, Alice da Silva Aguiar, 9 tuổi, qua đời trong bệnh viện một ngày sau vụ việc. Ba cô gái thiệt mạng trong vụ tấn công đã được nêu danh tính vào chiều 30 tháng 7.
Đến ngày 8 tháng 8, tất cả những đứa trẻ đều đã được xuất viện. Vào ngày 15 tháng 8, gia đình Lucas thông báo rằng cô phải quay trở lại bệnh viện do gặp vấn đề về hô hấp vào giờ đang chờ phẫu thuật.

## Bị cáo
Axel Muganwa Rudakubana (sinh ngày 7 tháng 8 năm 2006) bị bắt giữ tại hiện trường vì là nghi phạm trong vụ tấn công. Rudakubana sinh ra ở Cardiff, Wales và là công dân Anh. Cha mẹ anh có gốc Rwanda, và gia đình anh chuyển đến khu Southport vào năm 2013. Vào thời điểm gây án, họ sống ở Banks, một ngôi làng lớn ở ngoại ô phía Đông Bắc Southport. Hàng xóm mô tả anh là người "im lặng". Anh ta được chẩn đoán mắc chứng rối loạn phổ tự kỷ và có thông tin là anh ta không muốn ra khỏi nhà và không liên lạc với gia đình trong một khoảng thời gian".
Rudakubana tham gia diễn xuất và kịch; anh là thành viên của một nhóm nhạc kịch và đã tham gia lớp học diễn xuất tại Pauline Quirke Academy. Vào năm 2018, lúc 11 tuổi, anh xuất hiện trong quảng cáo Children in Need của BBC đóng vai Bác sĩ thứ 10.  Sau vụ tấn công và sau khi danh tính của Rudakubana được công bố, BBC xóa quảng cáo Children in Need có chứa hình ảnh của anh khỏi mọi nền tảng của họ. Công ty tuyển chọn anh, Ology Kids Casting, cũng đã xóa mọi thông tin đề cập đến anh ấy khỏi kênh mạng xã hội của họ.

### Giáo dục trung học cơ sở và các mối lo ngại
Rudakubana theo học tại trường trung học Range ở Formby từ năm 2017. Anh được các viên chức biết đến lần đầu tiên vào năm 2019, ban đầu là do lo âu và sư cô lập xã hội nhưng về sau là do mối lo ngại ngày càng tăng về hành vi của cậu. Vào ngày 4 tháng 10 năm 2019, năm 13 tuổi và đang học lớp 9, cậu đã liên hệ với Childline và hỏi "tôi phải làm gì nếu muốn giết người?" và trong những ngày tiếp theo, anh giải thích rằng anh muốn sát hại một học sinh đã bắt nạt mình ở trường. Vụ việc đã được báo với cảnh sát và họ đã đến thăm anh ngày hôm sau. Rudakubana đã bị cho thôi hộc vào thời điểm này và cậu đã bị đuổi học sau khi tiết lộ rằng mình đã mang dao đến trường khoảng 10 lần.
Từ ngày 17 tháng 10 năm 2019, Rudakubana theo học trường Acorns School ở Ormskirk, một trung tâm giáo dục chuyên biệt.Trong một lần họp tuyển sinh, khi được hỏi tại sao lại mang dao vào trường cũ của mình, anh đáp lại: "để dùng." Vào tháng 11 năm 2019, Rudakubana được giới thiệu đến chương trình chống chủ nghĩa cực đoan Prevent vì anh đã tìm kiếm các vụ xả súng trường học trong một lớp học Công nghệ thông tin – lần giới thiệu đầu tiên trong số ba lần giới thiệu trong 18 tháng tiếp theo.
Vào ngày 11 tháng 12 năm 2019, Rudakubana đặt taxi để trở lại trường Range High, nơi anh đe dọa học sinh và giáo viên bằng một cây gậy khúc côn cầu có ghi tên họ. Anh đánh một học sinh với cây gậy và làm gãy cổ tay của cậu. Khi cảnh sát đến, một con dao đã được phát hiện trong cặp của Rudakubana. Vào tháng 2 năm 2020, anh bị buộc tội về hành vi cố ý gây thương tích, sở hữu vũ khí tấn công và sở hữu vật sắc nhọn, và anh đã nhận tội. Một đề xuất giới thiệu đã được thực thi. Sau sự việc, Trường Acorns không cho phép Rudakubana quay trở lại khuôn viên của trường, thay vào đó trường sẽ giao bài tập về nhà để anh hoàn thành, nhưng anh không làm. Anh ta trở lại trường vào tháng 7 năm 2020 dưới sự giám sát của hai người, nhưng anh ngừng học vào tháng 5 năm 2021, sau khi có thông báo các sự cố ở nhà.
Rudakubana được chẩn đoán mắc chứng Rối loạn phổ tự kỷ vào tháng 2 năm 2021. Anh được giới thiệu đến Prevent thêm hai lần nữa vào đầu năm 2021; lần đầu vào tháng 2 vì đăng ảnh nhà độc tài Muammar Gaddafi lên Instagram, và lần nữa vào tháng 4 khi một giáo viên thấy anh để hai tab trên mạng về cuộc tấn công khủng bố tại Anh năm 2017 trong một tiết học. Cảnh sát đã can thiệp nhiều lần với Rudakubana sau này do nhiều sự cố khác nhau: một lần vào tháng 11 năm 2021, khi Rudakubana đá cha của mình và làm hỏng xe của ông trong một cuộc cãi vã; vào tháng 3 năm 2022, khi mẹ anh báo cáo rằng anh đã mất tích trước khi một tài xế xe buýt gọi cảnh sát vì anh không trả tiền vé xe; và một lần nữa vào tháng 5 năm 2022 trong một cuộc cãi vã, khi Rudakubana không được cho phép dùng máy tính. Từ tháng 9 năm 2022, anh theo học tại Trường trung học Phổ thông Presfield & Cao đẳng chuyên khoa ở Churchtown, anh học chủ yếu thông qua các chuyến thăm nhà của nhân viên, đôi khi được kèm cặp bởi cảnh sát.
Vào ngày 22 tháng 7 năm 2024, một tuần trước vụ tấn công ở Southport, Rudakubana đã sử dụng một bút danh để đặt taxi đến Trường trung học Range, vài phút trước khi trường tan học để nghỉ hè. Anh mặc cùng một bộ trang phục – áo hoodie màu xanh lục và đeo khẩu trang y tế – mà anh sẽ mặc trong vụ tấn công Hart Space một tuần sau. Tuy nhiên, cha anh đã phát hiện và bảo tài xế taxi không để Rudakubana đến trường cũ của anh. Sau khi tranh luận với cha mình xong, anh quay về nhà. Bên công tố sau đó đánh giá rằng đây "không có khả năng là sự trùng hợp ngẫu nhiên" và Rudakubana ban đầu có ý định tấn công Trường trung học Range nhưng nỗ lực này đã bị cha của anh ngăn chặn.

### Sau cuộc tấn công
Rudakubana bị bắt giữ tại hiện trường vì là nghi phạm giết người và cố ý giết người. Vào ngày 31 tháng 7 năm 2024, Rudakubana bị cáo buộc với ba tội danh giết người, mười tội danh cố ý giết người và một tội tàng trữ vật phẩm sắc nhọn . Vì còn là trẻ vị thành niên vào thời điểm xảy ra vụ tấn công, nên tên của anh không được công bố; tuy nhiên, hạn chế về tiết lộ danh tính của anh ta đã bị Tòa án Vương quốc Liverpool dỡ bỏ vào ngày 1 tháng 8, vì lo ngại về việc thông tin sai lệch sẽ lan truyền nếu danh tính của hung thủ không được tiết lộ. Thẩm phán Andrew Menary KC, người gỡ bỏ các hạn chế, tuyên bố rằng tiếp tục ngăn chặn việc báo cáo tên của Rudakubana sẽ gây ra nhiều bất ổn hơn khi anh ta tròn 18 tuổi vào ngày 7 tháng 8 và danh tính của anh ta sẽ được công khai vào lúc đó. Rudakubana bị tạm giam và ngày xét xử tạm thời của anh là ngày 20 tháng 1 năm 2025.
Cảnh sát Merseyside chưa xác định được động cơ vào thời điểm , và trong ngày gây án họ cho biết họ không coi đây là vụ tấn công khủng bố.
Vào tháng 10 năm 2024, Rudakubana bị khởi tố dưới Đạo luật vũ khí sinh học năm 1974 và Đạo luật về Khủng bố năm 2000  charged under the Biological Weapons Act 1974 and Terrorism Act 2000 vì tàng trữ và sản xuất ricin, cũng như tàng trữ một bản sao PDF của một nghiên cứu quân sự về một cuốn sổ tay huấn luyện al-Qaeda. Rudakubana bị buộc tội sản xuất chất độc sinh học vi phạm Mục 1 của Đạo luật Vũ khí sinh học năm 1974. Tệp PDF được cảnh sát Merseyside tìm ttreen máy tính của Rudakubana có tên Nghiên cứu quân sự trong cuộc thánh chiến chống lại những kẻ bạo chúa –Sổ tay hướng dẫn huấn luyện của al-Qaida ; Rudakubana đã tàng trữ tài liệu này từ ngày 29 tháng 8 năm 2021.
Theo một quan chức cấp cao được The Guardian phỏng vấn sau đó, Rudakubana đã xem những video giết người phản cảm và "hoàn toàn ám ảnh" với bạo lực và diệt chủng, bao gồm cả diệt chủng Rwanda, Adolf Hitler và Thành Cát Tư Hãn.Anh cũng nắm giữ một lượng lớn nội dung liên quan đến các chủ đề bạo lực như cuộc nổi dậy Mau Mau; "thanh trừng gia tộc" ở Somalia; hình phạt đối với nô lệ; cùng với nhiều cuộc chiến tranh khác nhau bao gồm các cuộc xung đột ở Gaza, Ukraina, Sudan, Hàn Quốc, Iraq và Balkan. Những hình ảnh về xác chết, nạn nhân bị tra tấn và chém đầu; và những bức biếm họa mô tả cảnh giết chóc, bạo lực và hiếp dâm, hoặc những bức xúc phạm hoặc chế giễu các tôn giáo khác nhau – bao gồm Hồi giáo, Do Thái giáo và Thiên chúa giáo – cũng được tìm thấy trên các thiết bị của anh.
Rudakubana bị tuyên án tù chung thân tại tòa án Liverpool Crown vào ngày 23 tháng 1 năm 2025 với mức án tù tối thiểu 52 năm. Phần mở đầu của phiên òa đã bị Rudakubana ngắt lời hai lần khi anh xin phép hỗ trợ y tế. Sau khi bị thẩm phán cảnh cáo, anh đã bị đưa ra khỏi phòng xử án. Độ tuổi của anh vào thời điểm gây án khiến anh không thể kết án tù chung thân không có thời hạn tối thiểu, chỉ áp dụng cho người từ 21 tuổi trở lên, mặc dù Đạo luật Tội phạm Cảnh sát, Tuyên án và Tòa án năm 2022 cho phép áp dụng án tù trên với những người từ 18, 19 hoặc 20 tuổi trong những trường hợp hiếm hoi và đặc biệt.  Thẩm phán Goose nói rằng nếu anh ta đủ 18 tuổi tại thời điểm gây án, thì ông sẽ ban hành án chung thân. Anh sẽ không thể nộp đơn xin ân xá trước năm 2077; và thẩm phán Goose nói rằng anh ta có khả năng sẽ không bao giờ được trả tự do.

## Hậu quả

### Phản hồi chính thức

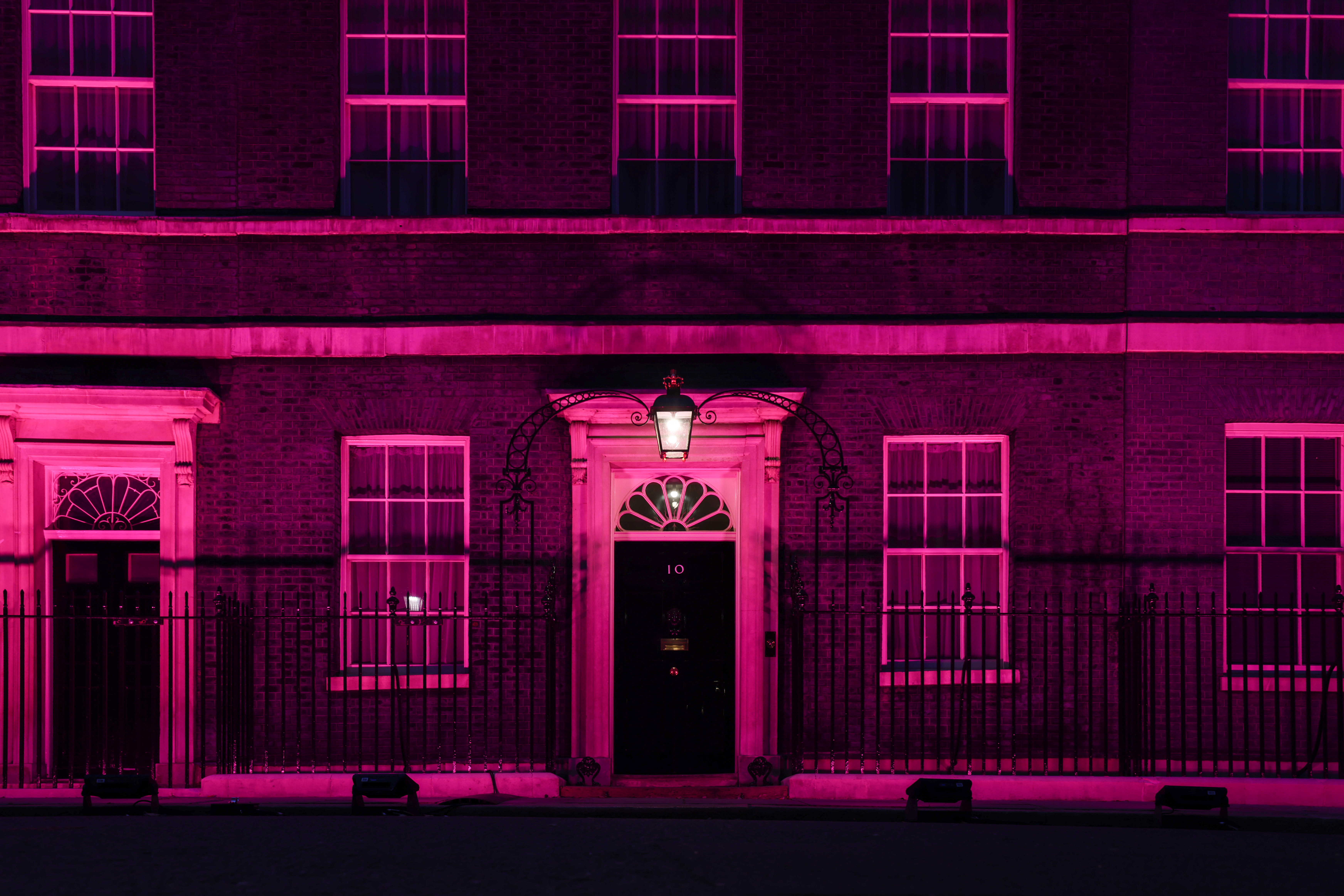
Số 10 phố Downing bật đèn màu hồng vào ngày 2 tháng 8

Thủ tướng Keir Starmer mô tả vụ việc là một thứ khủng khiếp và ghê tởm, và gửi lời cảm ơn tới các dịch vụ khẩn cấp của Anh vì phản ứng kịp thời của họ. Phát biểu tại Hạ viện, Bộ trưởng Nội vụ Anh Yvette Cooper bày tỏ quan ngại về vụ việc và ca ngợi phản ứng quả cảm của các dịch vụ khẩn cấp. Patrick Hurley, người có khu vực bầu cử tại nơi xảy ra vụ việc, nói rằng ông vô cùng lo lắng và ông mong những điều tốt đẹp nhất cho những nạn nhân cũng như ca ngợi các tổ chức địa phương đã "vào cuộc" và kêu gọi mọi người không đưa ra bất cứ tin đồn nào về vụ việc này. Cooper cũng đã đến thăm Southport vào sáng hôm sau để đặt hoa và gặp gỡ các quan chức và lãnh đạo cộng đồng. Starmer đến thăm vào cùng ngày và đặt hoa tại hiện trường, nhưng ông bị một số người ngoài la ó. Vào ngày 2 tháng 8, ngôi nhà số 10 phố Downing được thắp sáng màu hồng "như một biểu tượng của sự tôn trọng và đoàn kết".
Vua Charles III và Vương hậu Camilla gửi lời chia buồn cùng Hoàng tử và Công nương xứ Wales. Tổng thống Bồ Đào Nha Marcelo Rebelo de Sousa, Thủ tướng Bồ Đào Nha Luís Montenegro, và Chính quyền khu vực Madeira, đã gửi lời chia buồn bởi cha mẹ của Aguiar đã đến Vương quốc Anh từ Madeira.
Taylor Swift thì viết rằng: "Nỗi kinh hoàng về vụ tấn công ngày hôm qua ở Southport đang liên tục ám ảnh tôi [...] Đây chỉ là những đứa trẻ đang học khiêu vũ. Tôi hoàn toàn không biết làm sao để gửi lời chia buồn đến với gia đình của họ." Đến ngày 1 tháng 8, người hâm mộ của cô đã quyên góp được hơn 300.000 bảng Anh cho các nạn nhân. Swift sau đó gặp gia đình các nạn nhân và mời họ đến hậu trường của chuyến lưu diễn Eras Tour tổ chức tại sân vận động Wembley, London.

### Phản ứng của công chúng, thông tin sai lệch và bất ổn
Ngay sau vụ tấn công, thông tin sai lệch về danh tính của kẻ tấn công bắt đầu lan truyền trên mạng xã hội, bao gồm cả tên giả. Những phát ngôn sai sự thật về quốc tịch, tôn giáo và tình trạng nhập cư của nghi phạm bị một số tài khoản cánh cực hữu chia sẻ.
Một buổi cầu nguyện được tổ chức bên ngoài Thư viện và bảo tàng Mỹ thuật Atkinson ở Quảng trường Eastbank vào tối ngày 30 tháng 7, với hàng nghìn người tham gia. Hoa và những dòng chữ viết tay được để lại ở đó và ở gần hiện trường. Trong buổi tối cùng ngày, một nhóm lớn người tụ tập gần một nhà thờ Hồi giáo trên đường St Luke's, gần phố Hart. Họ tấn công nhà thờ Hồi giáo bằng gạch, chai lọ và đá, và phóng hỏa một xe cảnh sát. Cảnh sát Merseyside tin rằng nhóm này là những người ủng hộ Liên đoàn Vệ quốc Anh (English Defense League, hay còn gọi EDL), mặc dù EDL đã chính thức không còn tồn tại kể từ năm 2010. Báo cáo của cảnh sát Merseyside cho rằng có 39 cảnh sát bị thương; 27 người phải nhập viện và 8 người bị thương nặng. Các cuộc bạo loạn do phân biệt chủng tộc sau đó xuất hiện khắp Vương quốc Anh, bao gồm Manchester, London, Sunderland, Hartlepool và Aldershot.
Một buổi cầu nguyện dành cho Aguiar được tổ chức vào ngày 6 tháng 8 tại nhà thờ St Patrick ở Southport.

### Điều tra
Điều tra viên cấp cao Julie Goulding đã mở cuộc điều tra chính thức về 3 nạn nhân tử vong tại tòa thị chính Bootle.